# Clima de las islas Malvinas

Mapa físico de las islas con los topónimos en idioma castellano.

El clima de las islas Malvinas es frío, lluvioso y ventoso, correspondiendo con el oceánico subpolar, siendo regulado por la corriente de las Malvinas del océano Atlántico que rodean al archipiélago. Las Islas Malvinas se encuentran más de 483 kilómetros al este de la costa continental argentina y al norte de la Convergencia Antártica, donde las aguas frías de sur se mezclan con las aguas más cálidas del norte. Esto ayuda a moderar la temperatura isleña.
Los vientos son fuertes y provienen sobre todo desde el oeste, desde la Patagonia continental, creando una diferencia entre los niveles relativos de precipitación entre las islas orientales y las islas occidentales. La humedad es alta, ya que se encuentra rodeado por el océano, haciendo que el promedio de días con precipitaciones sea de 250 al año, acumulando un total anual de 573,6 mm, pero la isla Soledad es generalmente más húmeda que la isla Gran Malvina.
La temperatura de las islas fluctúa dentro de una banda estrecha, sin llegar a más que 24 °C o a menos de −5 °C. La temperatura media oscila entre 3 °C en invierno y 8 °C en verano. Hay largas horas de luz del día en el verano, aunque el número real de horas de luz solar está limitado por la cobertura de nubes.
El clima es similar a las islas Shetland en el Reino Unido, pero con menos precipitaciones y más largos y ligeramente más severos inviernos. También se caracteriza por poder cambiar con mucha rapidez y las cuatro estaciones pueden manifestarse en un mismo día.

## Clasificación de Köppen

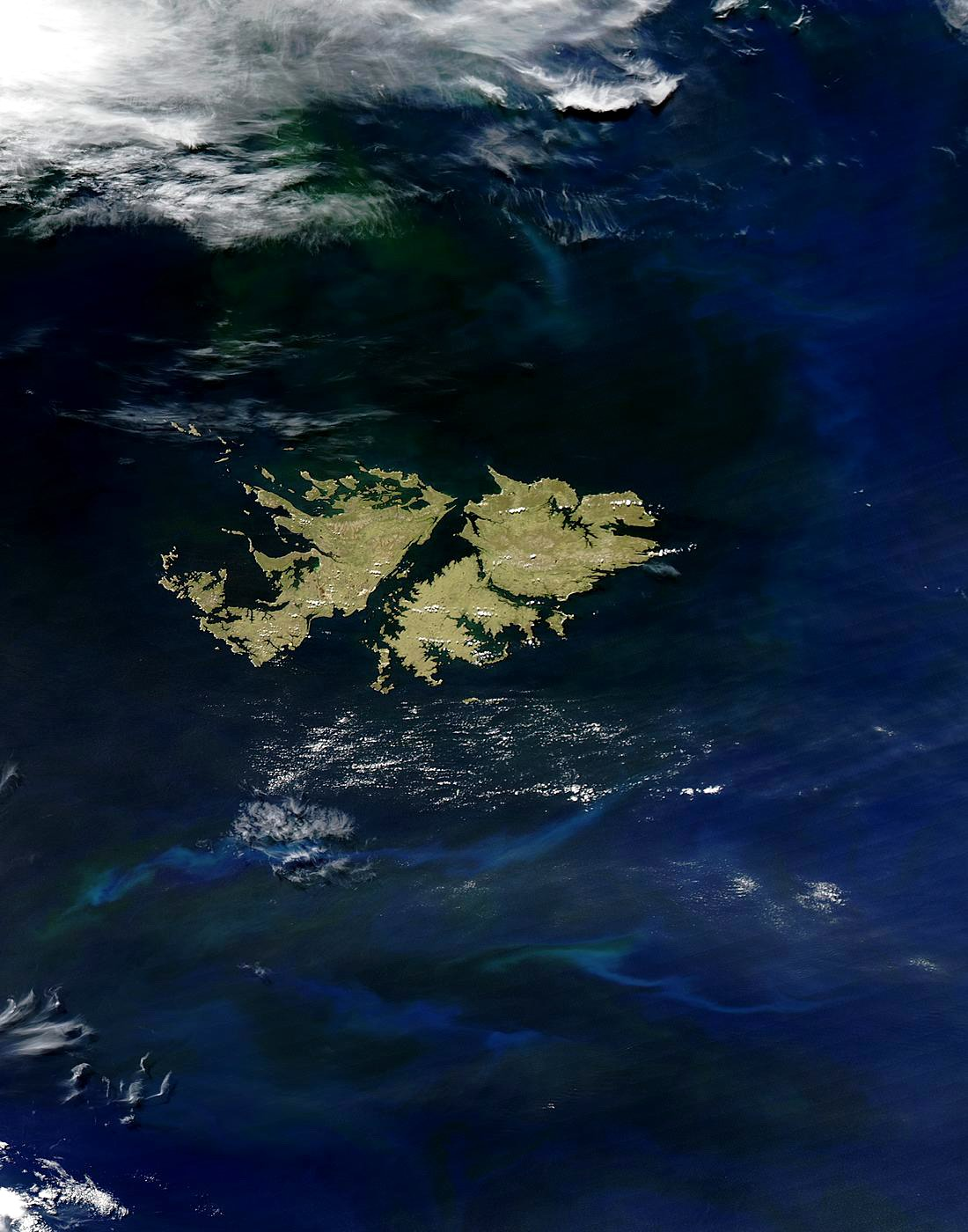
Imagen satelital de las Malvinas en el verano austral de 1999.

Mapa de climas de Argentina (incluyendo a las islas). Se las considera de "clima frío" junto a la Patagonia andina y la isla Grande de Tierra del Fuego.

Clasificación de Köppen-Geiger del archipiélago de Malvinas (1980-2016) en inglés:
Clima árido frío (BWk))
Clima estepario (BSk)
Clima oceánico subpolar (Cfc)
Clima de tundra (ET)

Las islas Malvinas tienen un clima marítimo de transición entre las zonas templadas y subárticas (clasificaciones climáticas de Köppen Cfb y cfc, respectivamente). El clima está muy influido por el fresco del océano Atlántico Sur y la corriente patagónica septentrional. El tipo climático oceánico se caracteriza por dos gamas de temperaturas estacionales y diurnas bajas y sin estación húmeda y seca marcada, mientras que en la zona sub-ártica la temperatura máxima media mensual supera los 10 °C durante no más de cuatro meses del año y el mínimo mensual promedio no baja de 0 °C.
La zona climática de las Malvinas es similar a algunas partes de la costa de Islandia, las Islas Feroe, la costa noroeste de Noruega, las islas del sur de Alaska, el extremo sur de la Patagonia y las zonas montañosas de Europa incluyendo las Tierras Altas de Escocia y el suroeste de Noruega.

## Características

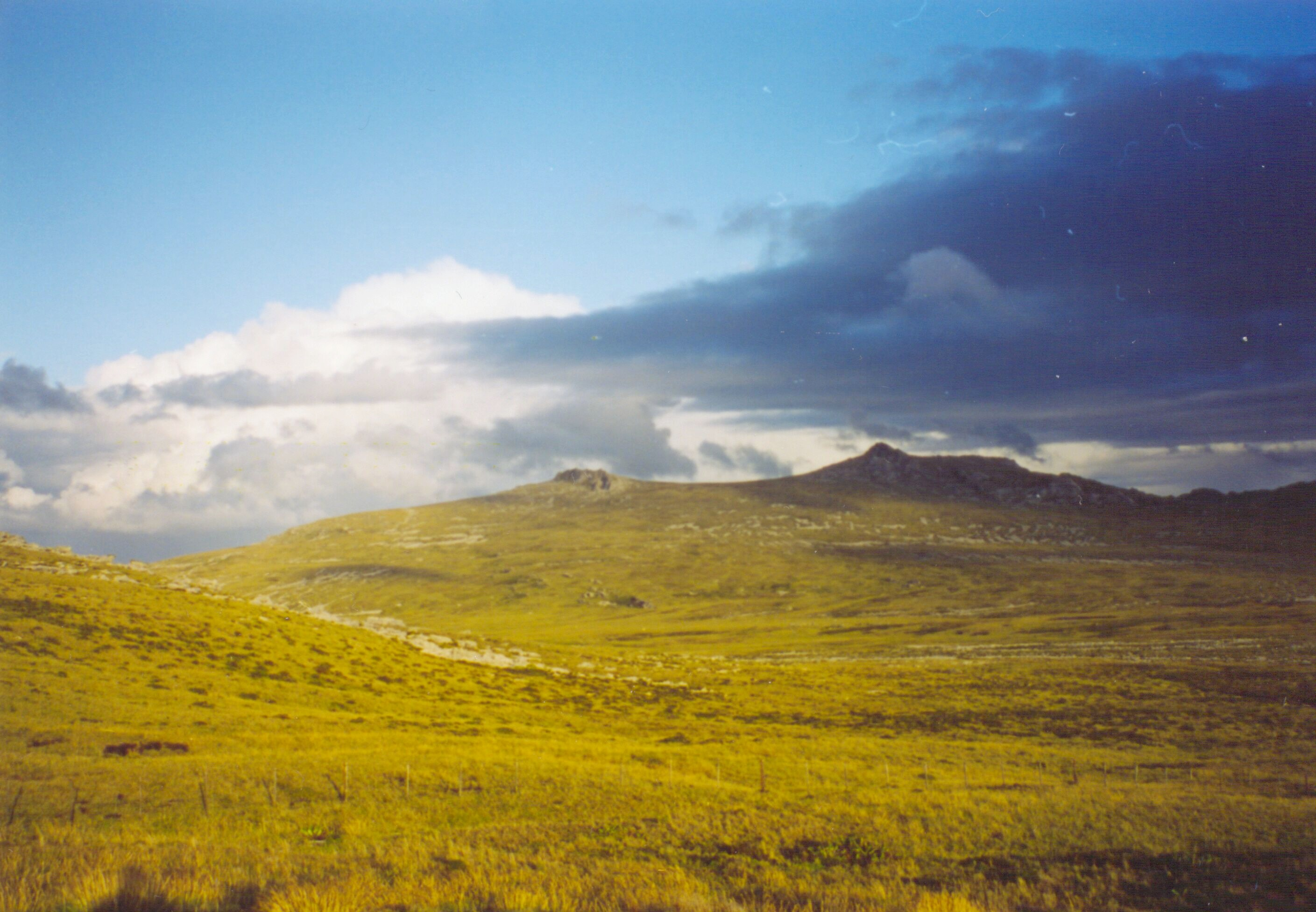
Nubes en el Camp.

### Temperaturas
Las islas tienen una temperatura templada fría, que fluctúa en un rango estrecho. Las temperaturas diurnas son similares a otras localidades a la misma latitud en el continente sudamericano, y las noches tienden a ser algo más frescas, con heladas ocurriendo en una de cada 3 noches (128,4 noches). Las temperaturas medias mensuales van desde alrededor de 9 grados Celsius (48,2 °F) en enero y febrero a alrededor de 2 grados Celsius (35,6 °F) en junio y julio, que corresponde con el verano y el invierno. El promedio anual es de alrededor de 5,6 grados Celsius (42,1 °F).
La temperatura máxima registrada fue de 29,2 °C y la mínima de −9,5 °C. Mientras que, las temperaturas extremas varían de −11,1 grados Celsius (12,0 °F) a 26,1 grados Celsius (79,0 °F) para el periodo 1961-1990, aunque más recientemente, el 23 de enero de 1992, cerca de la Base Aérea de Monte Agradable registró 29,2 grados Celsius (84,6 °F). Sin contar con datos anteriores a 1890, el clima térmico de las islas Malvinas en general parecieran mostrar una pequeña tendencia a mayores temperaturas. La media diaria máxima de enero en Monte Agradable para los años 1991-2011 promedian 16,5 grados Celsius (61,7 °F) comparada con su promedio de 1961-1990 de 14,1 grados Celsius (57,4 °F).

### Luz del Sol y huso horario
Las islas reciben 36,3% del posible sol, o alrededor de 1500-1600 horas al año. Durante el verano austral las Malvinas poseen largas horas de luz del Sol. Durante esta época del año las islas ejecutan el horario de verano, usando UTC-3 a diferencia de la hora normal de UTC-4, entrando en el horario de verano a las 2 de la mañana del primer domingo de septiembre y dejándola a la misma hora del tercer domingo de abril. Sin embargo, debido a la alta nubosidad, el número promedio de horas en verano con la luz directa del sol es de solo 6 o 7,5 horas. El promedio en invierno es de solo 2 o 3. En 2011, la administración británica de las islas, anunció el uso permanente del horario de verano.

### Vientos
Los vientos que soplan sobre las islas son en su mayoría los vientos del oeste. No hay casi ninguna variación estacional en la dirección del viento, que es menos de 17 nudos para el 60% de las veces, 22 a 33 nudos durante 20 a 25% del tiempo y 34 y por encima de 8.12% del tiempo. Fuertes vendavales son frecuentes, especialmente durante el invierno. La velocidad media del viento en Puerto Argentino/Stanley es de 16 nudos.

### Precipitaciones
Las precipitaciones se mantienen casi constante durante todo el año, aunque son bajas debido a la ubicación del archipiélago al este de América del Sur. Debido a los vientos del oeste y el efecto protector de los Andes, el lado occidental de la archipiélago es mucho más seco que el lado oriental, y las elevaciones son mucho más húmedas en sus laderas orientales que en las laderas occidentales. Puerto Argentino/Stanley y Puerto Mitre reciben cerca de 630 mm de lluvia cada año, a diferencia de las islas como Remolinos que solo recibe 430 mm anuales. La precipitación total para el archipiélago es de alrededor de 573,6 mm. Las áreas llanas, en particular Lafonia, son las áreas más secas de las islas con una precipitación de 273 a 485 mm por año. Otras fuentes tienen registrado un promedio de 310 mm por año en el oeste de las islas. El mes más seco es noviembre.
La precipitación en el año 2009 según consta de 17 estaciones diferentes en The Wool Press varió entre 356 mm en el cabo Leal y 898 mm en Puerto Mitre.
Durante el invierno y el otoño, es rara la caída de nieve y aguanieve. Además, no se acumula. A pesar de que el clima es semiárido, el suelo permanece húmedo, ya que a menudo es impermeable al agua.

## Cambio climático
El clima se ha vuelto más seco y más caliente en los últimos 50 años, pero se prevé que las islas se volverán más frías, con más lluvia y más nubosidad. Esto se debe a la fusión de hielo de la Antártida que se prevé que resultará en un aire más fresco desde el sur, para contrarrestar el aire caliente desde el norte. La temperatura del mar, que fluctúa de valores enormemente en todo el archipiélago, también ha aumentado de manera constante desde 1960. Los datos sugieren que la precipitación aumentó entre 1910 y 1940, disminuyó hasta 1995, y luego comenzó a aumentar de nuevo. Las tormentas se prevé que también aumentarán en frecuencia e intensidad. Esta información ha sido determinada a través de los datos meteorológicos desde 1923 hasta 1981, ya que los datos más recientes no están completamente analizados.

## Registros meteorológicos
| Parámetros climáticos promedio de Puerto Argentino/Stanley, Islas Malvinas (1929-1970) | Parámetros climáticos promedio de Puerto Argentino/Stanley, Islas Malvinas (1929-1970) | Parámetros climáticos promedio de Puerto Argentino/Stanley, Islas Malvinas (1929-1970) | Parámetros climáticos promedio de Puerto Argentino/Stanley, Islas Malvinas (1929-1970) | Parámetros climáticos promedio de Puerto Argentino/Stanley, Islas Malvinas (1929-1970) | Parámetros climáticos promedio de Puerto Argentino/Stanley, Islas Malvinas (1929-1970) | Parámetros climáticos promedio de Puerto Argentino/Stanley, Islas Malvinas (1929-1970) | Parámetros climáticos promedio de Puerto Argentino/Stanley, Islas Malvinas (1929-1970) | Parámetros climáticos promedio de Puerto Argentino/Stanley, Islas Malvinas (1929-1970) | Parámetros climáticos promedio de Puerto Argentino/Stanley, Islas Malvinas (1929-1970) | Parámetros climáticos promedio de Puerto Argentino/Stanley, Islas Malvinas (1929-1970) | Parámetros climáticos promedio de Puerto Argentino/Stanley, Islas Malvinas (1929-1970) | Parámetros climáticos promedio de Puerto Argentino/Stanley, Islas Malvinas (1929-1970) | Parámetros climáticos promedio de Puerto Argentino/Stanley, Islas Malvinas (1929-1970) |
| Mes                                                                                    | Ene.                                                                                   | Feb.                                                                                   | Mar.                                                                                   | Abr.                                                                                   | May.                                                                                   | Jun.                                                                                   | Jul.                                                                                   | Ago.                                                                                   | Sep.                                                                                   | Oct.                                                                                   | Nov.                                                                                   | Dic.                                                                                   | Anual                                                                                  |
| -------------------------------------------------------------------------------------- | -------------------------------------------------------------------------------------- | -------------------------------------------------------------------------------------- | -------------------------------------------------------------------------------------- | -------------------------------------------------------------------------------------- | -------------------------------------------------------------------------------------- | -------------------------------------------------------------------------------------- | -------------------------------------------------------------------------------------- | -------------------------------------------------------------------------------------- | -------------------------------------------------------------------------------------- | -------------------------------------------------------------------------------------- | -------------------------------------------------------------------------------------- | -------------------------------------------------------------------------------------- | -------------------------------------------------------------------------------------- |
| Temp. máx. abs. (°C)                                                                   | 24.4                                                                                   | 23.3                                                                                   | 21.1                                                                                   | 17.2                                                                                   | 14.1                                                                                   | 10.6                                                                                   | 10.0                                                                                   | 11.1                                                                                   | 15.0                                                                                   | 17.8                                                                                   | 21.7                                                                                   | 21.7                                                                                   | 24.4                                                                                   |
| Temp. máx. media (°C)                                                                  | 13.3                                                                                   | 12.8                                                                                   | 11.7                                                                                   | 9.4                                                                                    | 6.7                                                                                    | 5.0                                                                                    | 4.4                                                                                    | 5.0                                                                                    | 7.2                                                                                    | 8.9                                                                                    | 11.1                                                                                   | 12.2                                                                                   | 9.0                                                                                    |
| Temp. media (°C)                                                                       | 9                                                                                      | 9                                                                                      | 8                                                                                      | 6                                                                                      | 4                                                                                      | 2                                                                                      | 2                                                                                      | 3                                                                                      | 3                                                                                      | 6                                                                                      | 7                                                                                      | 8                                                                                      | 5.6                                                                                    |
| Temp. mín. media (°C)                                                                  | 5.6                                                                                    | 5.0                                                                                    | 4.4                                                                                    | 2.8                                                                                    | 1.1                                                                                    | 0.0                                                                                    | -0.6                                                                                   | -0.6                                                                                   | 0.6                                                                                    | 1.7                                                                                    | 2.8                                                                                    | 3.9                                                                                    | 2.2                                                                                    |
| Temp. mín. abs. (°C)                                                                   | −1.1                                                                                   | −1.1                                                                                   | −2.8                                                                                   | −6.1                                                                                   | −6.7                                                                                   | −11.1                                                                                  | -8.9                                                                                   | -11.1                                                                                  | −10.6                                                                                  | −5.6                                                                                   | −3.3                                                                                   | −1.7                                                                                   | −11.1                                                                                  |
| Precipitación total (mm)                                                               | 71.0                                                                                   | 58.0                                                                                   | 64.0                                                                                   | 66.0                                                                                   | 66.0                                                                                   | 53.0                                                                                   | 51.0                                                                                   | 51.0                                                                                   | 38.0                                                                                   | 41.0                                                                                   | 51.0                                                                                   | 71.0                                                                                   | 681.0                                                                                  |
| Días de precipitaciones (≥ 1 mm)                                                       | 15                                                                                     | 12                                                                                     | 10                                                                                     | 11                                                                                     | 13                                                                                     | 11                                                                                     | 12                                                                                     | 9                                                                                      | 9                                                                                      | 7                                                                                      | 10                                                                                     | 14                                                                                     | 133                                                                                    |
| Horas de sol                                                                           | 198                                                                                    | 161                                                                                    | 169                                                                                    | 115                                                                                    | 77                                                                                     | 57                                                                                     | 69                                                                                     | 90                                                                                     | 128                                                                                    | 189                                                                                    | 200                                                                                    | 198                                                                                    | 1651                                                                                   |
| Humedad relativa (%)                                                                   | 78                                                                                     | 79                                                                                     | 82                                                                                     | 86                                                                                     | 88                                                                                     | 89                                                                                     | 89                                                                                     | 87                                                                                     | 84                                                                                     | 80                                                                                     | 75                                                                                     | 77                                                                                     | 82.8                                                                                   |
| Fuente n.º 1: Unidad de Estudios Climáticos, UEA                                       |                                                                                        |                                                                                        |                                                                                        |                                                                                        |                                                                                        |                                                                                        |                                                                                        |                                                                                        |                                                                                        |                                                                                        |                                                                                        |                                                                                        |                                                                                        |
| Fuente n.º 2: Instituto Meteorológico de Dinamarca (DMI)                               |                                                                                        |                                                                                        |                                                                                        |                                                                                        |                                                                                        |                                                                                        |                                                                                        |                                                                                        |                                                                                        |                                                                                        |                                                                                        |                                                                                        |                                                                                        |